# العلاقات البنمية السريلانكية
العلاقات البنمية السريلانكية هي العلاقات الثنائية التي تجمع بين بنما وسريلانكا.

## مقارنة بين البلدين
هذه مقارنة عامة ومرجعية للدولتين:
| وجه المقارنة                                              | بنما                      | سريلانكا                         |
| --------------------------------------------------------- | ------------------------- | -------------------------------- |
| المساحة (كم2)                                             | 74.18 ألف                 | 65.61 ألف                        |
| عدد السكان (نسمة)                                         | 4.10 مليون                | 21.44 مليون                      |
| الكثافة السكانية (ن./كم²)                                 | 55.27                     | 326.78                           |
| العاصمة                                                   | بنما                      | سري جاياواردنابورا كوتي، كولمبو  |
| اللغة الرسمية                                             | اللغة الإسبانية           | اللغة السنهالية، اللغة التاميلية |
| العملة                                                    | بالبوا بنمي، دولار أمريكي | روبية سريلانكي                   |
| الناتج المحلي الإجمالي (بليون دولار)                      | 61.84 مليار               | 87.17 مليار                      |
| الناتج المحلي الإجمالي (تعادل القوة الشرائية) بليون دولار | 87.37 مليار               | 246.62 مليار                     |
| الناتج المحلي الإجمالي الاسمي للفرد دولار أمريكي          | 13.27 ألف                 | 3.93 ألف                         |
| الناتج المحلي الإجمالي للفرد دولار أمريكي                 | 20.89 ألف                 | 11.11 ألف                        |
| مؤشر التنمية البشرية                                      | 0.780                     | 0.757                            |
| رمز المكالمات الدولي                                      | +507                      | +94                              |
| رمز الإنترنت                                              | .pa                       | .lk،                             |
| المنطقة الزمنية                                           | 00                        | ت ع م+05:30                      |

## منظمات دولية مشتركة
يشترك البلدان في عضوية مجموعة من المنظمات الدولية، منها:
| علم المنظمة | اسم المنظمة                               | تاريخ انضمام بنما | تاريخ انضمام سريلانكا |
| ----------- | ----------------------------------------- | ----------------- | --------------------- |
|             | يونسكو                                    | 10 يناير 1950     | 14 نوفمبر 1949        |
|             | مؤسسة التمويل الدولية                     | 20 يوليو 1956     | 20 يوليو 1956         |
|             | المركز الدولي لتسوية المنازعات الاستشارية | 8 مايو 1996       | 11 نوفمبر 1967        |
|             | منظمة حظر الأسلحة الكيميائية              | ?                 | ?                     |
|             | مؤسسة التنمية الدولية                     | 1 سبتمبر 1961     | 27 يونيو 1961         |
|             | منظمة التجارة العالمية                    | ?                 | ?                     |
|             | وكالة ضمان الاستثمار متعدد الأطراف        | 21 فبراير 1997    | 27 مايو 1988          |
|             | الاتحاد البريدي العالمي                   | ?                 | ?                     |
|             | منظمة الشرطة الجنائية الدولية             | ?                 | ?                     |
|             | الأمم المتحدة                             | 13 نوفمبر 1945    | 14 ديسمبر 1955        |
|             | الاتحاد الدولي للاتصالات                  | 14 يوليو 1914     | 1897                  |
|             | البنك الدولي للإنشاء والتعمير             | 14 مارس 1946      | 29 أغسطس 1950         |

## وصلات خارجية
- موقع وزارة الخارجية البنمية
- موقع وزارة الخارجية السريلانكية